# أوليفر ماراش
أوليفر ماراش (بالألمانية: Oliver Marach) هو لاعب كرة مضرب نمساوي.

## وصلات خارجية
- أوليفر ماراش على موقع رابطة محترفي التنس (الإنجليزية)
- أوليفر ماراش على موقع الاتحاد الدولي لكرة المضرب (الإنجليزية)
- أوليفر ماراش على موقع كأس ديفيز (الإنجليزية)
- أوليفر ماراش على موقع خلاصة التنس.كوم (الإنجليزية)
- أوليفر ماراش على موقع إي إس بي إن.كوم (الإنجليزية)
- أوليفر ماراش على موقع أوليمبيديا (الإنجليزية)